# Korito
Korito (makedonsky: Корито, albánsky: Koritë) je vesnice v Severní Makedonii. Nachází se v opštině Gostivar v Položském regionu. 

## Demografie
Podle sčítání lidu z roku 2021 žije ve vesnici 57 obyvatel. Etnickými skupinami jsou:
- Albánci – 54
- ostatní – 3